# Velký Špičák
Der Velký Špičák (deutsch Großer Spitzberg, auch Schmiedeberger Spitzberg) ist ein 965 m hoher Berg des Erzgebirges in der Aussiger Region auf dem Territorium der Tschechischen Republik.

## Lage und Umgebung
Er liegt nordöstlich von Kovářská (Schmiedeberg) und etwa 5 km südlich von Jöhstadt in Sachsen.
Westlich des Berges liegt das Tal des Schwarzwassers. Im Osten befindet sich das weite Tal der Preßnitz mit der Talsperre Preßnitz, an deren Stelle sich bis 1973 die alte Bergstadt Přísečnice (Preßnitz) befand.

## Wege zum Gipfel
Die Straße Kovářská–Talsperre Preßnitz führt wenige hundert Meter südlich des Velký Špičák vorbei. Von der Talsperre kommend zweigt nach dem Forsthaus in einer Linkskurve ein erster Weg ab, dann auf gerader Strecke ein zweiter und einige hundert Meter weiter ein dritter. Dieser dritte Weg führt einige Meter rechts steil bergauf, macht dann einen Rechtsknick. Nach einer Weile zweigt nach links ein kleiner Pfad ab, der in Serpentinen zum Gipfel führt.
Aus Richtung Kovářská zweigt vor dem Gipfel von der Straße ein geradlinig nach Norden führender, gut ausgebauter Forstweg ab. Nach etwa 700 Metern zweigt genau in östlicher Richtung ein weiterer Forstweg ab, der direkt zum Westfuß des Gipfels führt. Sodann kann man den Gipfel über einen sehr steilen Pfad ersteigen.

## Beschreibung
Auffällig am Spitzberg ist seine weitgehend unbewaldete Basaltkuppel, die aus einem Plateau herausragt und nur etwa 100 m breit ist.
Am höchsten Punkt befindet sich ein Gipfelkreuz mit mehreren Gipfelbüchern. Durch einen offengelassenen Steinbruch ist die Säulenbildung des Basaltes gut sichtbar.

## Ausblick
- im Norden
  - Scheibenberg
  - Berg Bärenstein und Ort Bärenstein
  - Windkraftanlage mit Jöhstadt
- im Osten
  - Talsperre Preßnitz
  - Jelení hora
- im Süden
  - Mědník
  - Meluzína
  - Střední Špičák
  - Kovářská
  - Klínovec
- im Westen
  - Windräder auf dem Loučná (bei Háj u Loučné)
  - Fichtelberg
  - Oberbecken des Pumpspeicherwerks Markersbach